# B'nai B'rith

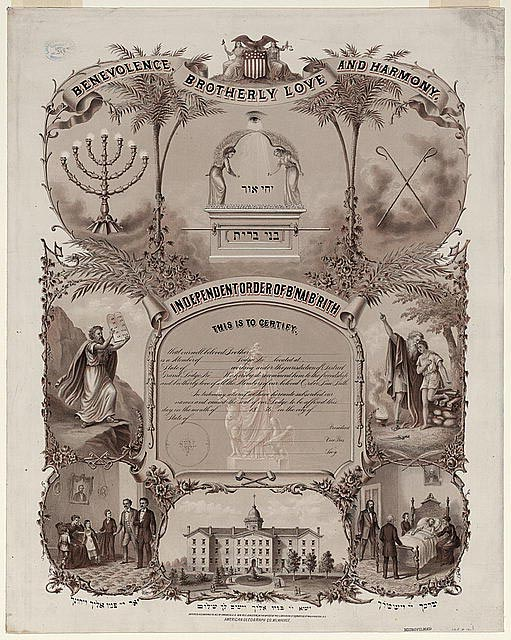
Certifikát o členství v B'nai B'rith z roku 1846

B'nai B'rith International (hebrejsky בני ברית, bnej brit, doslova „Synové smlouvy“) je mezinárodní židovská politická humanistická organizace založená v roce 1843. Je to nejstarší nepřetržitě operující mezinárodní židovská organizace, která dnes působí ve více než 50 státech světa. Jejím cílem je zajištění ochrany a kontinuity Židovstva a státu Izrael a boj proti antisemitismu a fanatismu.
B'nai B'rith je zapojena do široké škály služeb a sociálních aktivit, včetně podpory židovských práv. Podporuje též nemocnice a oběti přírodních katastrof a uděluje stipendia židovským studentům. Poskytuje rovněž podporu židovským důchodcům s nízkými příjmy.
Organizace dnes sídlí ve Washingtonu a své evropské sídlo má od roku 2007 v Bruselu. Má též nevládní statut v OSN, v rámci UNESCO a v dalších mezinárodních organizacích. Na přelomu století měla asi 500 000 aktivních členů.

## Historie
Organizace byla založena v New Yorku Henrym Jonesem a dalšími jedenácti německo-židovskými přistěhovalci dne 13. října 1843 jako bratrský řád.
Jeho úkolem bylo především pomáhat německým židovským přistěhovalcům při zapojování se do americké společnosti, přitom však na ně působit tak, aby zůstali věrni židovským tradicím a byli si vědomi své židovské identity. Roku 1850 přijal řád název Bundesbrüder (Bratři smlouvy). Jeho administrativním jazykem byla němčina. Jako logo byla zvolena menora.
Vzhledem k tomu, že se do jeho práce postupně zapojovali i neněmečtí židovští emigranti, přijal řád hebrejský název „Synové smlouvy“ (B'nai B'rith), aby i v hebrejském překladu zůstala zachována již zaběhnutá zkratka BB. Řád již od samého počátku bojoval proti antisemitismu a předsudkům. Proto byla v roce 1913 založena takzvaná Liga proti pomluvám, jejímž původním posláním bylo „zastavit hanobení židovského národa“. Liga se posléze osamostatnila a dnes funguje nezávisle na BB.
Počátkem 20. století podporoval B'nai B'rith i sirotčince, nemocnice a kulturní židovská centra. Stejné podpoře se těšily i věda a umění. Tak třeba Sigmund Freud přednesl svoji esej o psychoanalýze poprvé na setkání vídeňské lóže BB, jejímž byl členem.
Činnost řádu se začala záhy po jeho vzniku politizovat. K uplatňování politického vlivu ve prospěch světového židovstva napomáhal jeho řetězec národních lóží. B'nai B'rith tak sehrál klíčovou roli v mezinárodní židovské politice.
První evropská pobočka B'nai B'rith vznikla 40 let po jeho založení v Berlíně.

### B'nai B'rith v českých zemích
V roce 1892 byla založena lóže v Plzni, roku 1893 v Praze, rok nato v Karlových Varech a v Liberci. Roku 1896 následovala lóže brněnská a dva roky nato i opavská. Největší z nich byla pražská lóže Bohemia. V novém století pak vznikly lóže v Českých Budějovicích (1906), v Teplicích (1912), v Ostravě (1924), v Trutnově (1930), v Olomouci (1931) a ve stejném roce i v Prostějově.
Ve 30. letech bylo v Československu, kde Bnai B'rith působil spíš jako exkluzivní židovský řád (což bylo dáno odlišnou situací v Evropě), celkem 16 lóží. České a moravské lóže podporovaly zejména vědce, umělce a překladatele, kteří měli vliv na vývoj ve střední Evropě. Mezi jejich členy bylo mnoho význačných právníků, doktorů a žurnalistů.
V roce 1990 došlo po 52 letech k obnovení lóže B'nai B'rith Renaissance.